# Рождённый под знаком огня
«Рождённый под знаком огня» — третий сольный альбом Алексея Страйка.
Также в записи вокальных партий участвовали: Алексей Булгаков (Легион), Ксения (Вольная стая) и Михаил Серышев (экс-Мастер). Приглашенные инструменталисты: Александр Карпухин, Игорь «Бах» Моравский, Павел Ветров, Андрей Голованов (Кипелов).

## Содержание диска
Слова и музыка всех песен — Алексей Страйк.
| №   | Название                   | Вокал              | Длительность |
| --- | -------------------------- | ------------------ | ------------ |
| 1.  | «Спор»                     | Лынник (речитатив) |              |
| 2.  | «Рождённый по знаком огня» | Булгаков           |              |
| 3.  | «Битва Ангелов»            | Страйк             |              |
| 4.  | «Яма»                      | Страйк, Тимонина   |              |
| 5.  | «В тебе отражается небо»   | Страйк             |              |
| 6.  | «Ночной звонок»            | Серышев            |              |
| 7.  | «Мои паруса»               | Страйк, Тимонина   |              |
| 8.  | «Змея Страйка»             | инструментальная   |              |
| 9.  | «Оплодотворение»           | инструментальная   |              |
| 10. | «Ветер»                    | Булгаков           |              |
| 11. | «Я убью тебя»              | Страйк             |              |
| 12. | «Одиночество»              | инструментальная   |              |
| 13. | «Эпилог»                   | Страйк             |              |

## Участники записи
- Алексей Страйк - гитара, бас-гитара, клавишные, вокал.
- Александр Лынник — речитатив, текст (1).
- Ксения Тимонина, Алексей Булгаков и Михаил Серышев — вокал.
- Игорь «Бах» Моравский — бас-гитара (5, 11).
- Андрей Голованов — соло-гитара (6).
- Александр Карпухин —ударные, перкуссия.
- Алексей Воронин — скрипка (1).
- Павел Ветров — саксофон (5).